# Alexandromys maximowiczii
Alexandromys maximowiczii és una espècie de talpó que es troba a la Xina, Mongòlia i Rússia.